# Le Roussillon
Le Roussillon fou un diari polític perpinyanès reialista, legitimista i carlista. Bi-setmanal (dilluns i dijous) i quotidià (excepte el diumenge) després. Fou fundat per voluntat del govern imperial per fer-se ressò de les idees conservadores de la Catalunya del Nord. El seu consell d'administració era compost de membres afortunats de l'aristocràcia nord-catalana, com el seu primer director el notari Adolphe Amouroux. Altres directors han estat Andreu Despéramons, Raül de Jutglar, Francesc Maratuech i Alfons Massé.
El primer número sortí el dilluns 2 de maig de 1870 a la impremta Charles Latrobe. A partir del 3 de juliol de 1870 adoptà les tesis legitimistes i s'afirmà únicament carlista i visceralment oposat als "rojos" estatals i locals. El diari s'oposà en les seves columnes a l'establiment de la "Commune" i "en denuncià l'absència total de llibertat política i religiosa, el desordre i l'anarquia provocats per reincidents que es lliuraven de manera bestial a pràctiques orgíaques, pillatges i destruccions". El 1905, Le Roussillon desenvolupà una violenta campanya contra l'aplicació de la llei de separació de l'església i de l'estat a França.
Durant la guerra civil espanyola, del 1936 al 1939, seguí reivindicant-se carlista, conservant d'aquesta manera la seva originalitat al si del moviment monàrquic francès. Els republicans foren titllats de "rats d'Espagne" o d'"animaux", mentre que els carlistes aliats als nacionalistes foren considerats com a "croisés du christ et de la tradition" encarregats de salvar la civilització cristiana.
El títol desaparegué després del 12 d'agost de 1944 arran de les seves posicions favorables a la França de Vichy durant la Segona Guerra Mundial.